# جودي باوتشر
جودي باوتشر (بالإنجليزية: Judy Boucher)‏ هي مغنية بريطانية، ولدت في القرن العشرين في سانت فينسنت في سانت فينسنت والغرينادين.

## وصلات خارجية
- جودي باوتشر على موقع ميوزك برينز (الإنجليزية)
- جودي باوتشر على موقع أول ميوزيك (الإنجليزية)
- جودي باوتشر على موقع ديسكوغز (الإنجليزية)